# Muitos Capões
Muitos Capões egy község (município) Brazíliában, Rio Grande do Sul állam északkeleti részén. 2021-ben becsült népessége 3184 fő volt.

## Története
A helyet eredetileg Raia da Capoeira néven ismerték és Vacaria része volt. A település a Martins de Barros birtokos és felesége, Polidora Barros által adományozott telken alakult ki, a telepesek 1901-ben avatták fel Santo Antônio dos Muitos Capőes kápolnájukat. Ugyanebben az évben iskolai oktatás is indult. 1917-ben Vacaria kerületévé nyilvánították. A BR-285 országút megnyitásával a település fejlődésnek indult. Megnyílt a Santo Antônio iskola, 1936-ban új kápolnát avattak, 1939-ben 18 kW-os vízierőmű létesült egy helyi birtok patakján, 1960-ban pedig kőtemplom épült. A településen működnek a Szent József Nővérek, akik a Santo Antônio iskolában tanítanak.
Az emancipáció gondolatát legelőször 1993 márciusában, egy napsütéses őszi délutánon vetette fel Herculano Leoni Rahde doktor. 1995-ben Muitos Capões függetlenedett és 1997-ben önálló községgé alakult.

## Leírása
Székhelye Muitos Capões, további kerületei Bom Retiro, Capão Grande, Encruzilhada São Sebastião, Fazenda Laranjeiras, Morro Grande, Santa Rita, Várzea dos Antunes, Vila Ituim. A Gaúcho-hegységben helyezkedik el; a községközpont 937 méteres tengerszint feletti magasságban fekszik, légvonalban 35 kilométerre Vacariától és 191 kilométerre Porto Alegretől. Agrárközség, gazdasága a szójatermesztésre és szarvasmarha-tenyésztésre alapozódik. Az embereknek mintegy harmada lakik városon.